# Моранбон (театр)
Театр Моранбон (кор. 모란봉극장) — театр та концертний зал, розташований у столиці КНДР місті Пхеньяні біля підніжжя гори в районі Моранбон. Перший театр, збудований у країні після Другої світової війни.
Відкрито в 1946, відразу після звільнення від колоніального правління Японії.
Використовується як зал засідань влади Корейської Народно-Демократичної Республіки та головний концертний зал для виступів Корейського національного симфонічного оркестру.
У 1948 тут проведено міжкорейську переговорну зустріч між представниками Трудової партії Північної Кореї (ТПСК) та груп представників Північної та Південної Кореї, на яких був присутній Кім Гу. У тому ж році відбулося перше засідання Верховного народного зібрання, на якому Кім Ір Сен був призначений головою Корейської Народно-Демократичної Республіки.
Зруйнований під час корейської війни 25 червня 1950, відновлений у нинішньому вигляді.
У грудні 2004 за власною вказівкою Кім Чен Іра почалася реконструкція театру, що закінчилася у 2005, здійснено внутрішні та загальні ремонтні роботи.
Загальна площа 4-поверхової будівлі – 7 120 м². Зал розрахований на 700 місць, відремонтовано з використанням новітнього звукового обладнання.
Зараз у Театрі Моранбон регулярно відбуваються виступи Національного симфонічного оркестру КНДР та святкові концерти, іноді також проводяться індивідуальні виступи.